# Dave Clark
Dave Clark (ur. 15 grudnia 1939 w Londynie) – angielski muzyk, kompozytor, producent nagraniowy i aktor. Najbardziej znany jako perkusista big-beatowej formacji The Dave Clark Five.

## Życiorys
Clark w wieku 15 lat opuścił szkołę i został kaskaderem, występując w ponad 40 filmach. Pod koniec lat 50. kupił zestaw perkusyjny i nauczył się grać muzykę skifflową. Najpierw publicznie pojawiał się, grając na meczach podczas podróży po Holandii.
W tym samym czasie Clark stworzył formację the Dave Clark Five, dla której był jednocześnie liderem i producentem nagrań. Formacja Clarka była odpowiedzią na inwazję The Beatles na rynek angielski. W 1964 r. The Dave Clark Five nagrali piosenkę „Glad All Over”, która dotarła do 1. miejsca brytyjskiej listy przebojów. Zespół także wystąpił w amerykańskim programie telewizyjnym The Ed Sullivan Show.

## Kariera producenta
W 1968 r. Clark wyprodukował telewizyjne show Hold On, It’s the Dave Clark Five. W 1986 roku stworzył musical Time, do którego muzykę skomponował wokalista zespołu Queen, Freddie Mercury (dwie piosenki Mercury’ego z musicalu: „Time” i In My Defence zostały wydane na singlach). Musical został wystawiony na londyńskim West Endzie, a na premierze obecny był Cliff Richard.

## Dodatkowe informacje
- W 1991 r. Dave Clark wziął udział w pogrzebie Freddiego Mercury’ego w Londynie.
- W 2008 r. The Dave Clark Five zostali wprowadzeni do Rock and Roll Hall of Fame.